# Yakhteh Khāneh
Yakhteh Khāneh (persiska: يَختِه خان, یخته خانه, Yakhteh Khān) är en ort i Iran.   Den ligger i provinsen Kurdistan, i den nordvästra delen av landet, 400 km väster om huvudstaden Teheran. Yakhteh Khāneh ligger 1 838 meter över havet och antalet invånare är 122.
Terrängen runt Yakhteh Khāneh är kuperad. Runt Yakhteh Khāneh är det ganska tätbefolkat, med 65 invånare per kvadratkilometer. Närmaste större samhälle är Kāmyārān, 9,9 km söder om Yakhteh Khāneh. Trakten runt Yakhteh Khāneh består i huvudsak av gräsmarker.